# San Juan de Aznalfarache (kommun)
San Juan de Aznalfarache är en kommun i Spanien.   Den ligger i provinsen Provincia de Sevilla och regionen Andalusien, i den sydvästra delen av landet, 400 km sydväst om huvudstaden Madrid. Antalet invånare är 21 663.